# Verrallina dux
Verrallina dux är en tvåvingeart som beskrevs av Dyar och Shannon 1925. Verrallina dux ingår i släktet Verrallina och familjen stickmyggor. Inga underarter finns listade i Catalogue of Life.